# Jugosławia

Flaga Królestwa Serbów, Chorwatów i Słoweńców oraz Królestwa Jugosławii

Flaga Socjalistycznej Federacyjnej Republiki Jugosławii

Jugosławia – nazwa państwa związkowego narodów południowosłowiańskich (słowo jug w językach południowosłowiańskich oznacza „południe”), używana do 1918 r. jako koncepcja polityczna, od 1918 dla Królestwa Serbów, Chorwatów i Słoweńców, następnie od 1929 r. już oficjalne dla Królestwa Jugosławii, od 1945 r. Socjalistycznej Federacyjnej Republiki Jugosławii, a po jej rozpadzie (w latach 1991–1992) dla Federalnej Republiki Jugosławii będącej federacją Serbii i Czarnogóry – do 2003, a w latach 2003–2006 Serbii i Czarnogóry jako konfederacji.

## Historia

### Powstanie Królestwa Serbów, Chorwatów i Słoweńców
Idea zespolenia Słowian południowych pojawiła się prawdopodobnie w XIX wieku, w wyniku osłabienia imperium tureckiego i monarchii austro-węgierskiej. W latach 30. XIX w. pojawiła się idea iliryzmu, a następnie jugoslawizmu. Jugoslawizm zakładał utworzenie jednego wspólnego języka literackiego dla Słowian południowych oraz dążenie do zjednoczenia zamieszkałych przez nich ziem. W 1914 r. przywódcy jugosłowiańscy z Austro-Węgier rozpoczęli na emigracji swoją działalność. We Florencji powstał Komitet Jugosłowiański (formalna data powstania: 1 maja 1915 r.). W wyniku zróżnicowania narodowościowego i politycznego wśród twórców ruchu nie było pełnej zgodności poglądów co do modelu i kształtu powstania Jugosławii. Działacze chorwaccy opowiadali się za utworzeniem Jugosławii pod przewodnictwem Chorwacji, zaś niektórzy działacze z Bośni i Hercegowiny, Wojwodiny i Dalmacji poparli ideę Wielkiej Serbii. Pozostali działacze opowiadali się za zjednoczeniem ziem na zasadach federacji lub szerokiej autonomii. 30 maja 1917 r. Klub Jugosłowiański działający w austriackiej Radzie Państwa uchwalił deklarację majową. W deklaracji postulowano m.in. zjednoczenie ziem zamieszkałych przez Słoweńców, Chorwatów i Serbów w demokratyczne i samodzielne państwo. 20 lipca 1917 r. Komitet Jugosłowiański i przedstawiciele rządu Serbii na emigracji podpisali na Korfu deklarację, potwierdzającą wolę utworzenia Jugosławii. 24 września 1918 r. w Zagrzebiu politycy jugosłowiańscy odmówili Austro-Węgrom prawa do reprezentowania Słowian bałkańskich. 29 października Zgromadzenie Chorwackie przekazało swoje uprawienia Radzie Narodowej Słoweńców, Chorwatów i Serbów (SHS). 25 listopada Zgromadzenie Narodowe Wojwodiny wydało rezolucję o przyłączeniu się do Królestwa SHS. Dzień później podobną decyzję pojęło Zgromadzenie Narodowe Czarnogóry. 1 grudnia 1918 r. podczas spotkania delegacji Rady Narodowej SHS z regentem Aleksandrem I Karadziordziewiciem uchwalono powstanie Królestwa Serbów, Chorwatów i Słoweńców. Przywódcą państwa został Piotr I Karadziordziewić.

### Królestwo Serbów, Chorwatów i Słoweńców

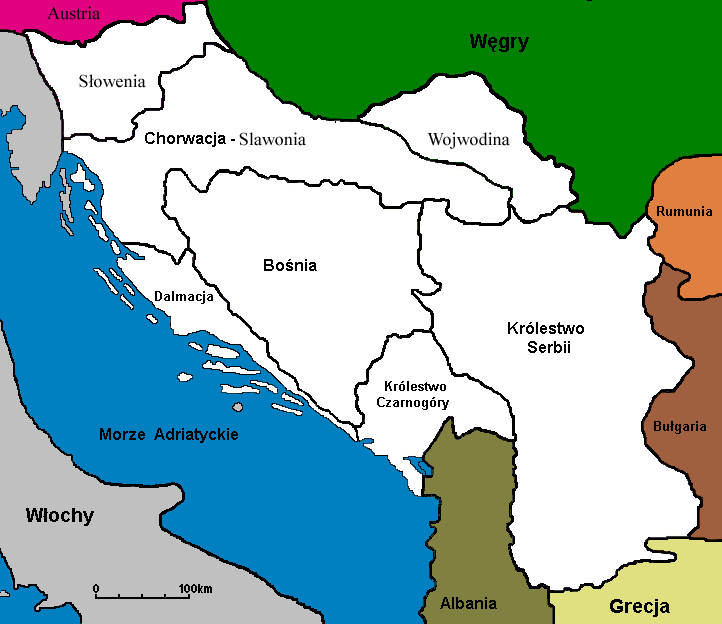
Królestwo Serbów, Chorwatów i Słoweńców w 1918

Na mocy traktatów pokojowych zawartych w latach 1919–1920 w Saint-Germain-en-Laye, Neuilly-Sur-Seine i Trianon zostały wytyczone granice Królestwa Serbów, Chorwatów i Słoweńców (Królestwo SHS). Królestwo SHS obejmowało swoim zasięgiem: Serbię, Czarnogórę, Krajinę, część Styrii i Karyntii, Słowenię, Chorwację, Dalmację, Bośnię i Hercegowinę i Wojwodinę. Łączna powierzchnia nowego państwa w 1921 r. wyniosła 248 987 km². W Królestwie SHS mieszkało łącznie 12,017 mln mieszkańców. Według spisu powszechnego z 1921 r. największą społecznością byli Serbowie (5,365 mln; 44,7% ogółu ludności). 82,5% mieszkańców Królestwa SHS posługiwała się językiem serbsko-chorwackim bądź słoweńskim.
Od samego początku istnienia Królestwa SHS sytuacja w państwie była napięta. Obok zróżnicowania narodowościowego, religijnego i kulturowego ważną rolę odgrywały konflikty pomiędzy działaczami politycznymi, reprezentującymi swoje regiony niż całe państwo. Wśród robotników i chłopów narastały nastroje rewolucyjne. Rozwój państwa hamował brak jednolitego prawa obowiązującego w całym państwie oraz istnienie niepisanych norm prawnych opartych na poszczególnych tradycjach i religiach (w czasie istnienia Królestwa SHS udało się wprowadzić jednolity system finansowy). Poważnym problemem był wysoki wskaźnik analfabetyzmu. W 1918 r. liczba osób niepotrafiących czytać i pisać wynosiła 51%. W 1931 r. największy współczynnik odnotowano w Macedonii (83,8%), najmniejszy w Słowenii (8,8%).
28 czerwca 1921 r. uchwalono konstytucję Królestwa SHS. Na 419 głosujących 223 deputowanych opowiedziało się za konstytucją. Ustawa zatwierdziła oficjalną nazwę państwa podkreślając przy tym, że państwo to jest monarchią konstytucyjną, parlamentarną i dziedziczną. Konstytucja głosiła, że w całym Królestwie istnieje tylko jedna narodowość. 26 marca 1922 r. wprowadzono nowy podział administracyjny państwa. Królestwo SHS dzieliło się na 33 oblastii. W polityce zagranicznej Królestwo SHS współpracowało głównie z Francją. Od 1920 r. Królestwo SHS należało do tzw. Małej Ententy.

### Królestwo Jugosławii

Piotr I Karadziordziewić, król Serbów, Chorwatów i Słoweńców w latach 1918–1921

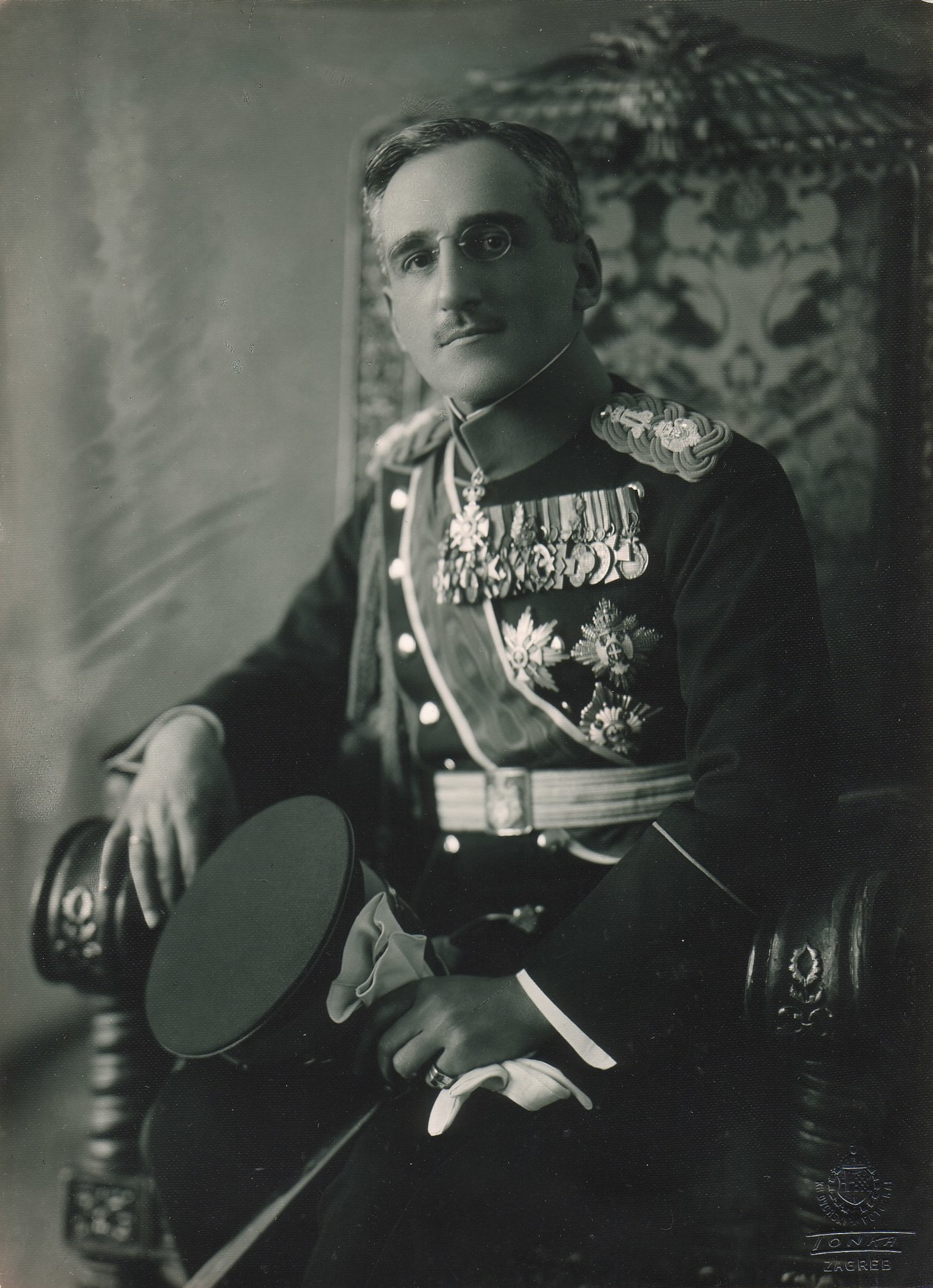
Aleksander I Karadziordziewić, król Serbów, Chorwatów i Słoweńców w latach 1921–1929, król Jugosławii w latach 1929–1934

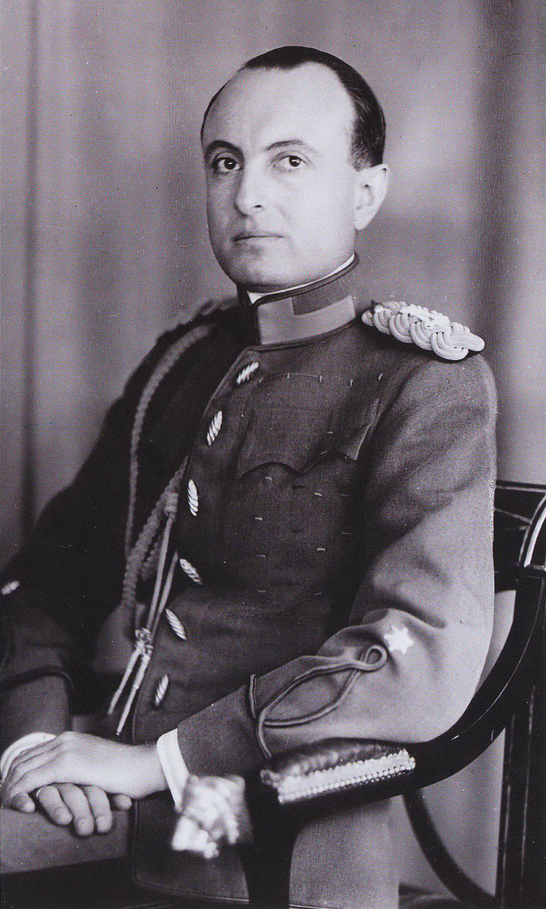
Paweł Karadziordziewić, regent Króla Jugosławii w latach 1934–1941

W styczniu 1929 r. król Aleksander I Karadziordziewić przejął władzę w wyniku zamachu stanu. Zmieniono nazwę państwa na Królestwo Jugosławii oraz zlikwidowano obowiązujący od 1922 r. podział administracyjny. We wrześniu 1931 r. uchwalono nową konstytucję, na mocy której ograniczono rolę parlamentu na rzecz króla. W latach 1932–1934 miały miejsce liczne strajki i wystąpienia chłopskie przeciwko nowej konstytucji. 9 października 1934 r. w Marsylii król Aleksander I został zamordowany z rąk macedońskiego terrorysty. Władzę po nim przejął regent Paweł Karadziordziewić, w imieniu nieletniego Piotra II Karadziordziewicia. W 1934 r. Królestwo SHS przystąpiło do Ententy Bałkańskiej, złożonej oprócz niej z Rumunii, Grecji i Turcji.
W marcu 1941 r. Królestwo Jugosławii przystąpiło do paktu trzech. W wyniku protestów społecznych przeciwko przystąpienia do tego porozumienia obalono dotychczasowy rząd. Na czele nowego gabinetu stanął gen. Dušan Simović. Rząd Simović zerwał sojusz i zawarł układ o przyjaźni i nieagresji ze Związkiem Socjalistycznych Republik Radzieckich. Układ ze Związkiem Radzieckim został w III Rzeszy odebrany jako akt wrogi i stał się bezpośrednią przyczyną wkroczenia do Jugosławii.

### II wojna światowa
6 kwietnia 1941 r. III Rzesza, Włochy, Węgry i Bułgaria zaatakowały Jugosławię. W wyniku bardzo wyraźnej przewagi po stronie agresorów i działalności ustaszy (Chorwackiego Ruchu Rewolucyjnego) na rzecz okupanta, 13 kwietnia wojska niemieckie zajęły Belgrad. 17 kwietnia przedstawiciele jugosłowiańskiego naczelnego dowództwa podpisali akt bezwarunkowej kapitulacji. Król Piotr II i przedstawiciele władz państwowych udali się na emigrację do Wielkiej Brytanii.
Obszar Jugosławii podzielono na kilka części. Część Słowenii włączono bezpośrednio do III Rzeszy. Banat i Serbia były okupowane przez Niemców. Pozostała część Słowenii, fragment Dalmacji, Kosowo, Czarnogóra i zachodnia Macedonia zostały włączone do Włoch. Większość Kosowa przyłączono do tzw. Wielkiej Albanii. Wojwodina przypadła Węgrom, a wschodnia Macedonia, fragment Kosowa i tereny południowo-wschodniej Serbii Bułgarii. 10 kwietnia 1941 r. proklamowano powstanie Niepodległego Państwa Chorwackiego, państwa kontrolowanego przez Niemcy i Włochy. Władze w nim przejęli ustasze. Przywódcą państwa był Ante Pavelić. Na mocy uchwalonego 10 kwietnia 1941 r. dekretu o ochronie krwi aryjskiej i honoru narodu chorwackiego ustasze prowadzili prześladowania ludności serbskiej i żydowskiej.
Według różnych danych, reżim chorwackich ustaszy zamordował od 200 do 800 tys. Serbów. Według statystyk Serbskiego Kościoła Prawosławnego, podczas wojny zmuszono ok. 240 tys. Serbów do przyjęcia katolicyzmu. Mordów na Serbach dokonywała również część Muzułmanów. Ugrupowania serbskie i partyzanci Broza Tity zamordowali ok. 100 tys. Chorwatów i Muzułmanów.
Na przełomie kwietnia i maja 1941 r. zorganizowano pierwsze oddziały wojsk, które rok później przekształciły się Królewskie Wojska Jugosłowiańskie w Ojczyźnie. Ich dowódcą był Dragoljub Mihailović. Królewskie Wojska z czasem nazywano czetnikami, a następnie czetnikami ravnogorskimi, w odróżnieniu od czetników, których liderem był Kosta Pećanac. Wojska Mihailovicia walczyły na dwa fronty: z wojskami okupacyjnymi i ich sprzymierzeńcami oraz przeciwko partyzantce Broza Tity.
Wkrótce po ataku wojsk niemieckich i ich sojuszników na Jugosławię Komitet Centralny Komunistycznej Partii Jugosławii (KPJ) podjął decyzję o utworzeniu Komitetu Wojskowego. Na jej czele stanął Josip Broz Tito. Z czasem naczelne dowództwo przekształcono w Sztab Naczelny Wojska Ludowowyzwoleńczego i Oddziałów Partyzanckich Jugosławii. Pod koniec 1941 r. liczebność oddziałów partyzanckich wchodzących w skład Sztabu Narodowego i Oddziałów Partyzanckich wynosiła ok. 80 tys. (podczas gdy organizacja Mihajlovicia w tym samym czasie liczyła ok. 8 tys. członków). Oddziały partyzanckie walczyły przeciwko okupantom i siłami Mihajlovicia.
4 lipca 1941 r. Komitet Centralny KPJ wydał odezwę do narodów Jugosławii, w której wezwano do walki. Powstanie rozpoczęło się w Serbii, następnie swoim zasięgiem objęło Bośnię i Hercegowinę, Chorwację, Czarnogórę, Macedonię i Słowenię. Odezwa spotkała się z aprobatą znacznej części społeczeństwa. Dzięki sprawnemu powstaniu ruchu oporu w 1942 r. partyzanci kontrolowali jedną piątą całego terytorium byłej Jugosławii. W dniach 26–27 listopada 1942 r. utworzono Antyfaszystowską Radę Wyzwolenia Narodowego Jugosławii (AVNOJ). Pełniła ona funkcję ogólnojugosłowiańskiego organu ustawodawczego i wykonawczego. 29 listopada AVNOJ powołała Narodowy Komitet Wyzwolenia Jugosławii (NKOJ), pełniący funkcję rządu tymczasowego. Siły Broza Tity odniosły ciężkie straty w wyniku wzmocnienia jednostek wojskowych III Rzeszy w 1943 r. Na skutek kapitulacji Włoch we wrześniu 1943 r. oddziały partyzanckie zdobyły znaczą ilość włoskiej broni i rozpoczęły kontrofensywę. W maju 1944 r. jugosłowiański rząd emigracyjny cofnął poparcie dla Mihajlovicia i poparł wojska Broza Tity.
We wrześniu 1944 r. Broz Tito zawarł porozumienie z Armią Czerwoną. W marcu 1945 r. przedstawiciele lewicowego Narodowego Komitetu Wyzwolenia Jugosławii i członkowie rządu emigracyjnego utworzyli wspólny rząd, na czele którego stanął Broz Tito. Z czasem komuniści przejęli pełną władzę i wyeliminowali opozycję polityczną. Pod koniec maja 1945 r. na terenie Chorwacji i Bośni i Hercegowiny trwały walki z Niemcami i ustaszami.
W wyniku II wojny światowej zginęło ok. 1,5 mln spośród 16 mln mieszkańców Jugosławii.

### Rządy Josipa Broza Tity

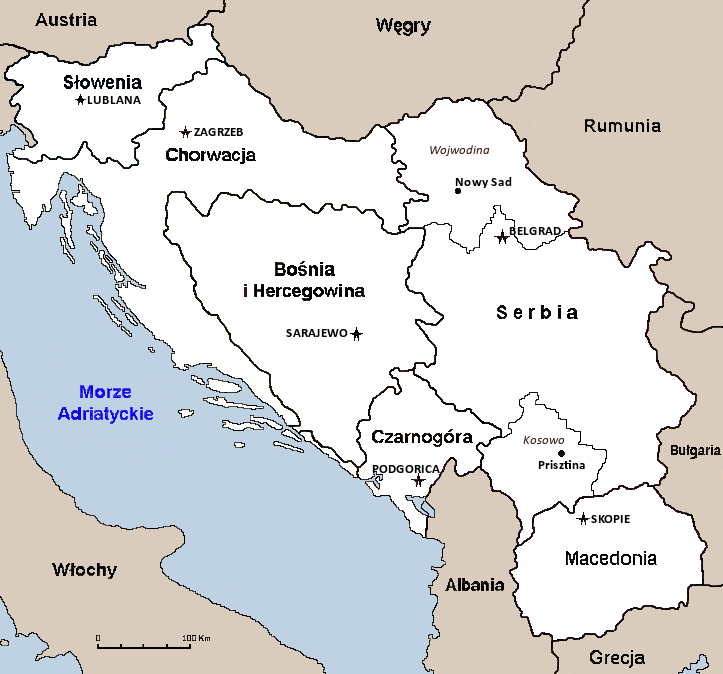
Socjalistyczna Federacyjna Republika Jugosławii w 1945

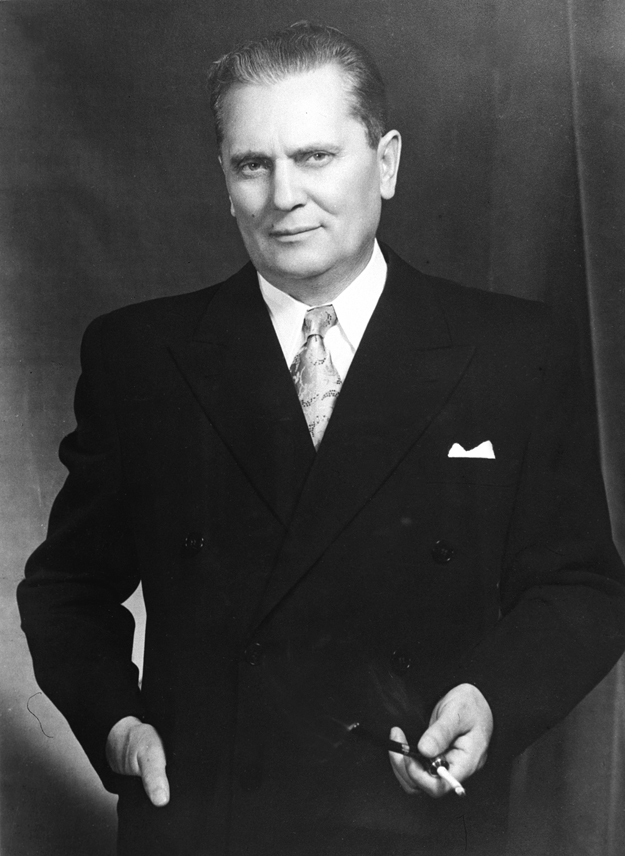
Josip Broz Tito, przywódca Socjalistycznej Federacyjnej Republiki Jugosławii od 1945 r. aż do swojej śmierci w 1980 r.

11 listopada 1945 r. odbyły się wybory do Zgromadzenia Konstytucyjnego. W wyniku bojkotu opozycji wygrał Front Narodowy kierowany przez Broz Titę, który uzyskał 90,48% głosów. 29 listopada nowy parlament proklamował powstanie Federacyjnej Ludowej Republiki Jugosławii (FLRJ). W skład nowego państwa wchodziło sześć republik:
- Serbia ze stolicą w Belgradzie – w skład której wchodziły autonomiczny region Wojwodina oraz mający podobny status okręg Kosowo;
- Chorwacja ze stolicą w Zagrzebiu;
- Macedonia ze stolicą w Skopju;
- Bośnia i Hercegowina ze stolicą w Sarajewie;
- Słowenia ze stolicą w Lublanie;
- Czarnogóra ze stolicą w Titogradzie (obecnie Podgorica).

Kluczową rolę w Jugosławii odgrywał Broz Tito. Po zakończeniu wojny rozpoczął tworzenie nowych struktur i umacnianie swojej pozycji. Po wygranych wyborach przystąpił do zwalczenia pozostałych opozycjonistów. Za pomocą terroru, zastraszania i propagandy walczył m.in. z czetnikami Mihajlovicia, monarchistami, zwolennikami demokracji parlamentarnej i duchownymi katolickimi. 31 stycznia 1946 r. weszła w życie nowa konstytucja, wzorowana na konstytucji Związku Radzieckiego z 1936 r. Nowa konstytucja gwarantowała republikom prawo do samodzielnego uchwalania własnej konstytucji, pod warunkiem zachowania zgodności z konstytucją Jugosławii. Wprowadzenie struktury terytorialnej i zmniejszanie różnic między poszczególnymi republikami miało zdaniem Broz Tity zapobiec konfliktom na tle etnicznym i zapewnić integralność państwa.
Krótko po wojnie Jugosławia zawarła układy z państwami komunistycznymi (m.in. ze Związkiem Radzieckim, Polską Rzeczpospolitą Ludową i Czechosłowacją). Broz Tito zaangażował się w tworzenie związku federacyjnego z Albanią i Bułgarią. W 1948 r. doszło do pogorszenia relacji Jugosławii ze Związkiem Radzieckim, na mocy której Komunistyczna Partia Jugosławii została wykluczona z Kominformu. Do jesieni 1949 r. Jugosławia zerwała kontakty gospodarcze i polityczne z państwami komunistycznymi. Na skutek sprzyjających uwarunkowań politycznych i międzynarodowych Jugosławia miała poparcie państw zachodnich i Trzeciego Świata. Jugosławia stanowiła bufor strategiczny między blokiem zachodnim, a wschodnim. W 1952 roku KPJ przekształcił się w Związek Komunistów Jugosławii (ZKJ).
Po śmierci Józefa Stalina w 1953 r. poprawiły się relacje pomiędzy Jugosławią a Związkiem Radzieckim. W 1955 roku oba państwa podpisały deklarację głoszącą, że istnieją różne formy socjalizmu.
Od samego początku istnienia FLRJ podejmowano różne czynności zmierzające do odbudowy Jugosławii po II wojnie światowej i upaństwowienia gospodarki. W 1945 r. przeprowadzono reformę rolną. W jej wyniku pozbawiono majątku wszystkich właścicieli ziemskich posiadających ponad 30 hektarów. Przejętą ziemię podzielono między małorolnych chłopów a spółdzielnie. 5 grudnia 1946 r. podjęto decyzję o nacjonalizacji przemysłu, transportu, handlu zagranicznego i hurtowego. W 1948 r. znacjonalizowano hotelarstwo i handel detaliczny. W 1947 r. rozpoczęto pierwszy plan pięcioletni. Jego głównymi celami były: zlikwidowanie zacofania gospodarczego, zmniejszenie różnic pomiędzy republikami i umocnienie samodzielności gospodarczej państwa. Na skutek zerwania kontaktów gospodarczych z państwami komunistycznymi w 1950 r. wprowadzono nowy program reform ekonomiczno-społecznych, skupiający się na zwiększeniu relacji gospodarczych z państwami zachodnimi i Trzeciego Świata. W latach 1950–1970 wzrost gospodarczy wynosił od 5 do 8% rocznie, jednak przez cały ten czas poważnymi problemami w gospodarce były: wysoka inflacja, dysproporcje między republikami, ujemny bilans handlowy i wysokie zadłużenie.
W 1953 r. wprowadzono nową konstytucję. Na jej mocy rada wykonawcza zastąpiła rząd, a na miejsce prezydium powołano urząd prezydenta republiki. W 1963 r. uchwalono kolejną konstytucję. Na mocny konstytucji z 1963 r. zmieniono nazwę kraju na Socjalistyczną Federacyjną Republikę Jugosławii (SFRJ). Kolejną konstytucję uchwalono w 1974 r. Na jej mocy zwiększono uprawnienia okręgów autonomicznych Kosowa i Wojwodiny oraz wprowadzono zasadę jednomyślności przy podejmowaniu ważniejszych decyzji centralnych. Twórcą wszystkich reform był Josip Broz Tito, pięciokrotnie wybierany szefem państwa, a w maju 1974 r. ogłoszony dożywotnim prezydentem Jugosławii.
W połowie lat 60. Josip Broz Tito doprowadził do zliberalizowania systemu politycznego i gospodarczego. W tym okresie Broz Tito zezwolił obywatelom Jugosławii wyjeżdżać do państw zachodnich w celach zarobkowych. Z drugiej strony Broz Tito bezwzględnie walczył z przejawami separatystycznymi. Josip Broz Tito zmarł 4 maja 1980 roku.

### Rozpad Jugosławii

#### Jugosławia w latach 80.
Pod koniec życia Josip Broz Tito dążył do poprawy pozycji najsłabszych republik: Bośni i Hercegowiny, Czarnogóry, Kosowa, Macedonii i Wojwodiny. Działania te nie przyniosły spodziewanych efektów. Rozpad Jugosławii był procesem długotrwałym i wynikał z kilku czynników: załamania gospodarki, nieumiejętnej polityki rządu, wpływu upadku rządów komunistycznych w Europie (szczególnie podczas jesieni ludów w 1989 r.), śmierci Broz Tity, odrodzeniu idei narodowych po uchwaleniu nowej konstytucji w 1974 r. (koncepcja powołania Wielkiej Serbii przy jednoczesnym dążeniu do utrzymania jedności państwa za wszelką cenę). Dodatkowym czynnikiem mającym wpływ na relacje republik w Jugosławii były animozje po II wojnie światowej. Serbowie chorwaccy nadal pamiętali zbrodnie popełnione przez chorwackich ustaszy. W latach 80. serbscy nacjonaliści posługiwali się narracją historyczną, podkreślających zbrodnie dokonane przez Chorwatów. Dużą rolę w rozpadzie Jugosławii odegrała Serbia. Od 1981 r. narastał konflikt pomiędzy Serbami a Albańczykami z Kosowa. Serbowie niechętnie odnosili się do przyznania szerokiej autonomii Kosowu i Wojwodinie. Stanowisko serbskie wymagało zgody trzech stron, co znacznie ograniczało procesy decyzyjne. Od lat 70. w Kosowie odbywały się albańskie manifestacje i demonstracje, w których uczestnicy żądali poszanowania swoich praw jako mniejszości narodowej oraz zwiększenia udziału Albańczyków w polityce republiki. Problem ten był ignorowany przez władze SFRJ. W 1987 r. przywództwo w Związku Komunistów Jugosławii objął Slobodan Milošević, prowadzący zdecydowaną politykę wymierzoną przeciwko Albańczykom. W 1990 r. Milošević rozpoczął tworzenie formacji paramilitarnych pod jego bezpośrednią kontrolą.

#### Niepodległość Słowenii, Chorwacji i Macedonii
8 i 22 kwietnia 1990 r. odbyły się wybory parlamentarne i prezydenckie w Słowenii. Wybory parlamentarne zwyciężyła Demokratyczna Opozycja Słowenii (DEMOS), koalicja skupiająca partie opowiadające się za niepodległością Słowenii i rozpoczęciu integracji z Europą Zachodnią, a wybory prezydenckie wygrał Milan Kučan. W pierwszej turze otrzymał 44,4% głosów, a w drugiej 58,3%. 2 lipca 1990 r. parlament Słowenii uchwalił Deklarację suwerenności państwowej Republiki Słowenii. Deklaracja nie była równoznaczna z ogłoszeniem niepodległości. 23 grudnia odbyło się referendum w Słowenii, gdzie za niepodległością opowiedziało się 89% uprawnionych do głosowania. 22 i 23 kwietnia oraz 6 i 7 maja 1990 r. odbyły się wybory parlamentarne w Chorwacji. Wybory zwyciężyła Chorwacka Wspólnota Demokratyczna (Hrvatska demokratska zajednica, HDZ) Franjo Tuđmana, zdobywając 42% głosów. 30 maja 1990 r. parlament Chorwacji wybrał na prezydenta Tuđmana.
19 maja 1991 r. w Chorwacji przeprowadzono referendum narodowościowe. Frekwencja wyniosła 83%, za niepodległością Chorwacji opowiedziało się 94,17% głosujących. Referendum nie odbyło się w Krajinie. Po ogłoszeniu wyników rząd Chorwacji ogłosił, że państwo odłączy się od federacji, jeśli Jugosławia nie przekształci się w konfederację do 30 czerwca 1991 r. Ostatecznie Słowenia i Chorwacja ogłosiły niepodległość dnia 25 czerwca 1991 r.. W odpowiedzi Serbowie z Serbskiego Regionu Autonomicznego w Krajinie i bośniackiej Krajiny proklamowali Deklarację, w którym ogłosili dążenie do zjednoczenia terenów zamieszkałych przez Serbów. Po ogłoszeniu przez Słowenię niepodległości, 27 czerwca Jugosłowiańska Armia Ludowa (serb. Jugoslovenska narodna armija, JNA) zaatakowała Słowenię, rozpoczynając tym samym wojnę dziesięciodniową. Celem JNA było uniemożliwienie usamodzielnienia się Słowenii, która mogłaby zachęcić pozostałe republiki do ogłoszenia niepodległości, a celem Słowenii było wyparcie wojsk JNA. Działania zbrojne przerwano 7 lipca. Wojna zakończyła się zwycięstwem Słowenii. W wojnie zginęło 19 Słoweńców, 44 żołnierzy JNA i 12 cudzoziemców.
28 czerwca 1991 JNA zaatakowała Chorwację, rozpoczynając tym samym wojnę w Chorwacji. Regularna wojna w Chorwacji rozpoczęła się 15 lipca. JNA zaatakowała Chorwację w celu obrony integralności państwa, jednak z czasem najważniejszym celem JNA była obrona ludności serbskiej. W pierwszych dniach wojny wśród żołnierzy JNA byli Serbowie i Chorwaci, jednak ci drudzy stopniowo dezerterowali z wojska. 21 grudnia 1991 r. Republika Serbskiej Krajiny proklamowała niepodległość. Obie strony konfliktu dopuszczały się mordów na ludności cywilnej. Po obu stronach konfliktu zginęło ok. 10 tys. żołnierzy i osób cywilnych, a 3 tys. uznano za zaginione. Wojna w Chorwacji zakończyła się 12 listopada 1995 r..
11 listopada 1990 r. w Macedonii odbyły się wybory parlamentarne. Wybory wygrała Wewnętrzna Macedońska Organizacja Rewolucyjna – Demokratyczna Partia Narodowej Jedności Macedonii. Deklarację niepodległości Macedonia ogłosiła 17 września 1991 r.

#### Bośnia i Hercegowina
Bośnia i Hercegowina była republiką zamieszkaną przez Muzułmanów (nazywanych również Boszniakami; 43,47% mieszkańców), Serbów (31,4%) i Chorwatów (17,3%). Muzułmanie zostali uznani za osobny naród w 1961 r. 20 grudnia 1990 r. prezydentem Bośni i Hercegowiny został Alija Izetbegović, przewodniczący Partii Akcji Demokratycznej (bośn. Stranka Demokratske Akcije, SDA). W dniach od 29 lutego do 1 marca 1992 r. w Bośni i Hercegowinie odbyło się referendum niepodległościowe, zbojkotowane przez Serbów. 3 marca 1992 r. w Bosanskim Brodzie doszło do pierwszych starć pomiędzy Serbami a Muzułmanami. Za początek wojny w Bośni uważa się zaatakowanie przez serbskich snajperów mieszkańców Sarajewa uczestniczących w proteście przeciwko polityce partii nacjonalistycznych.
Początkowo wojna była konfliktem między Serbami, a Muzułmanami i Chorwatami, początkowo będącymi ze sobą w sojuszu. Serbowie mogli liczyć na nieoficjalną pomoc JNA (przemianowaną w Armię Jugosławii dnia 19 maja 1992 r.) i serbskich formacji paramilitarnych. W lipcu 1992 r. powołano Chorwacką Republikę Herceg-Bośni. Na czele nowego państwa stanął Mate Boban. W październiku 1992 r. Chorwaci zaatakowali Muzułmanów.
Od 5 kwietnia 1992 r. do 29 lutego 1995 r. JNA i siły Republiki Serbskiej oblegały Sarajewo. Podczas oblężenia miasta zginęło lub zaginęło ponad 10 tys. osób. W lipcu 1995 r. wojska serbskie zaatakowały Srebrenicę. Po zajęciu miasta gen. Ratko Mladić wydał rozkaz zamordowania mężczyzn w wieku od 15 do 65 lat. W masakrze zginęło ok. 7100 osób. Wydarzenia w Srebrenicy były bezpośrednim powodem interwencji NATO w Jugosławii. Operacja Deliberate Force rozpoczęła się 30 sierpnia 1995 r. W wyniku działań wojennych w Bośni i Hercegowinie zginęło od 70 do 300 tys. Muzułmanów, Serbów i Chorwatów. Większość ofiar stanowiła ludność cywilna.
1 listopada 1995 r. w Dayton rozpoczęły się negocjacje pomiędzy przywódcami Federalnej Republiki Jugosławii, Chorwacji oraz Bośni i Hercegowiny. Celem rozmów było zakończenie konfliktów na Bałkanach. 21 listopada 1995 r. zakończyły się w rozmowy, a porozumienie pokojowe podpisano 14 grudnia w Paryżu.

#### Kosowo
30 września 1990 r. w Kosowie odbyło się referendum niepodległościowe, gdzie 99% głosujących opowiedziało się za niepodległością. W maju 1992 r. odbyły się nielegalne wybory parlamentarne, które zwyciężyła Demokratyczna Liga Kosowa. Urząd prezydenta w samozwańczej republice objął Ibrahim Rugova. Na początku lat 90. w Kosowie zaczęła formować się Armia Wyzwolenia Kosowa (alb. Ushtria Çlirimtare Kosovës; UÇK). Głównym celem UÇK było zjednoczenie ziem zamieszkałych przez ludność albańską. Pod koniec 1998 r. UÇK stała się zorganizowanym ruchem partyzanckim. Opinia międzynarodowa bezskutecznie próbowała rozwiązać konflikt w Kosowie. 28 stycznia 1999 r. NATO zagroziła skonfliktowanym stronom, że jeżeli odrzucą przygotowaną przez Grupę Kontaktową do spraw byłej Jugosławii plan pokojowy, to sojusz rozpocznie interwencję zbrojną. 6 lutego w Ramboulliet pod Paryżem rozpoczęły się rozmowy pomiędzy przedstawicielami Jugosławii a Kosowa. W wyniku nacisków Stanów Zjednoczonych strona kosowska podpisała proponowane warunki, a politycy Federalnej Republiki Jugosławii odrzucili część postulatów, ograniczających suwerenność Federalnej Republiki Jugosławii. Fiasko rozmów w Ramboulliet skłoniło NATO do rozpoczęcia interwencji w Federalnej Republice Jugosławii. 24 marca 1999 r. rozpoczęła się operacja Allied Force. Porozumienie pokojowe pomiędzy Rządem Federalnej Republiki Jugosławii a siłami NATO podpisano 9 czerwca.

#### Federalna Republika Jugosławii
27 kwietnia 1992 r. Serbia i Czarnogóra proklamowały Federalną Republikę Jugosławii (FRJ), określaną również mianem „Trzeciej Jugosławii” bądź też po prostu „Jugosławią”. Kraj znalazł się w izolacji międzynarodowej za sprawą prowadzenia wojen w Chorwacji i Bośni. Federalna Republika Jugosławii uchodziła w Serbii za kontynuację dawnej Jugosławii, jednak za granicą państwo to postrzegano jako zupełnie nowy kraj, niemający nic wspólnego z SFRJ. 20 grudnia 1992 r. w Serbii odbyły się wybory parlamentarne i prezydenckie. Wybory parlamentarne wygrała Socjalistyczna Partia Serbii (serb. Socijalistička partija Srbije; SPS), a prezydenckie Slobodan Milošević. Pierwszym prezydentem Federalnej Republiki Jugosławii był Dobrica Ćosić. Slobodan Milošević objął urząd prezydenta Federalnej Republiki Jugosławii 25 czerwca 1997 r. W wyniku nieuznania zwycięstwa Vojislava Koštunicy w pierwszej turze wyborów prezydenckich z 24 września 2000 r. odbyły się masowe protesty społeczne, które doprowadziły do odsunięcia od władzy Miloševicia.
4 lutego 2003 r. Federalna Republika Jugosławii przekształciła się w Serbię i Czarnogórę. 3 czerwca 2006 r. Czarnogóra ogłosiła niepodległość. 17 lutego 2008 r. Kosowo jednostronnie ogłosiło niepodległość. Do końca 2019 r. Kosowo uznało 98 państw.

## Gospodarka
| Rok  | Inflacja w % |
| ---- | ------------ |
| 1989 | ok. 2500%    |
| 1990 | 584%         |
| 1991 | 1441%        |
| 1992 | 19810%       |
| 1993 | 240000%      |

W okresie międzywojennym Jugosławia cechowała się niskim poziomem gospodarczym. Najważniejszymi problemami były: dysproporcje pomiędzy regionami, zróżnicowanie administracyjno-prawne pomiędzy częściami składowymi państwa, duże zadłużenie. W wyniku działań wojennych, w latach 1941–1945 Jugosławia utraciła 36,5% zakładów przemysłowych, 52% linii kolejowych, 21% budynków mieszkalnych. Łączne straty oszacowano na ok. 11,6 mld dolarów.
Po II wojnie światowej podejmowano działania gospodarczo-społeczne, mające na celu odbudowę kraju ze zniszczeń oraz upaństwowienie gospodarki. 23 stycznia 1945 r. ogłoszono reformę rolną, zaś stosowny dekret wprowadzający reformę w życie uchwalono 23 sierpnia. Reforma rolna pozbawiła majątków wszystkich właścicieli ziem o powierzchni większej niż 30 hektarów. Przejętą ziemię podzielono pomiędzy spółdzielnie a chłopów. 5 grudnia 1946 r. uchwalono ustawę, nacjonalizującą przemysł, transport, handel hurtowy i zagraniczny. W 1948 r. upaństwowiono hotelarstwo i handel detaliczny. W 1947 r. rozpoczęto realizację pierwszego planu pięcioletniego, zakładającego unowocześnienie gospodarki, zmniejszenie różnic gospodarczych między republikami oraz podniesienie poziomu życia ludności. W 1948 r. wymiana handlowa Jugosławii z państwami komunistycznymi wynosiła ok. 50% ogólnych obrotów. W wyniku zerwania kontaktów z państwami Europy Środkowo-Wschodniej, obroty te do końca 1949 r. spadły prawie do zera. Na skutek tego na początku lat 50. Jugosławia zaczęła zwiększać kontakty z państwami Zachodu i Trzeciego Świata, ograniczono znaczenie aparatu biurokratycznego i rozszerzono udział społeczeństwa w sprawowaniu władzy. W wyniku podjętych działań odstąpiono od kolektywizacji rolnictwa, wprowadzono mechanizmy rynkowe i stworzono zasady i struktury samorządowe. Wsparcie Jugosławii zapewniała pomoc zagraniczna, wynosząca w latach 1945–1955 492,9 mln dolarów (z czego 82,5% pomocy pochodziło ze Stanów Zjednoczonych).
W latach 1950–1970 Jugosławia odnotowywała wysoki wzrost gospodarczy, wynoszący od 5 do 8% rocznie. Pomimo wzrostu gospodarczego nie zahamowano inflacji, rosnącego zadłużenia i ujemnego bilansu w wymianie handlowej.
W latach 1980–1984 przeciętny dochód ludności Jugosławii spadł o około 30%. Na początku lat 90. premier Jugosławii Ante Marković przeprowadził reformy, mające na celu zahamowanie inflacji. Reformy Markovicia przyczyniły się do chwilowego zmniejszenia inflacji z 2665% do 1%, spadku zadłużenia zagranicznego z 20,7 mld dolarów do 14,7 mld dolarów, wzrostu bezrobocia (szczególnie w Kosowie i Macedonii) i liczby ubogich. Reformy te wprowadzono zbyt późno, a wybuch wojen sprawił, że ponownie pojawiła się inflacja, wynosząca pod koniec roku 1441%. Do 1993 r. inflacja w Federalnej Republice Jugosławii wzrosła do 240 000%. Hiperinflacja pojawiła się pod wpływem: trudności budżetowych wynikających z restrukturyzacji gospodarki, obciążenia budżetu subsydiami, braków w zaopatrzeniu, spadku produkcji i zakupy dużej ilości broni.

## Liczba ludności
- Dwudziestolecie międzywojenne – 14 mln[84]
- 1940 – ok. 16 mln[85]
- 1945 – ok. 15 mln[85]
- 1950 – ok. 15,7 mln[86]